# Хуфорш (община)
Хуфорш (на шведски: Hofors kommun) е община в Швеция в състава на лен Йевлебори. Главен административен център на общината е едноименния град Хуфорш. Население на общината около 9511 души (към 31 декември 2013).